# Caroline Chérie (Schön wie die Sünde)
Caroline Chérie (Schön wie die Sünde) (Originaltitel: Caroline chérie) ist ein französisch-deutsch-italienisches Filmdrama aus dem Jahr 1968 von Denys de La Patellière. Das Drehbuch verfasste Cécil Saint-Laurent nach seinem eigenen Roman „Caroline Chérie. Im Anfang war nur die Liebe“. Die Hauptrollen sind mit France Anglade, François Guérin, Bernard Blier und Vittorio De Sica besetzt. Seine Weltpremiere hatte der Film am 18. Januar 1968 in Italien. In der Bundesrepublik Deutschland kam er erstmals am 22. März 1968 in die Kinos.
Bei dem Werk handelt es sich um eine Neuverfilmung des Streifens „Im Anfang war nur Liebe“ aus dem Jahr 1951, bei dem Richard Pottier Regie geführt und Martine Carol die Hauptrolle gespielt hatte.

## Handlung
Der Film spielt zur Zeit der Französischen Revolution. Während es im Land überall brodelt, brodelt es auch in dem 18-jährigen Mädchen Caroline de Bièvre, allerdings aus anderen Gründen: Sie möchte endlich einmal „in die starken Arme eines Mannes sinken“. Anlässlich eines ländlichen Festes tut sie es denn auch mit dem Abenteurer Gaston de Sallanches. Dann heiratet sie auf Drängen ihres Vaters den ihr unsympathischen Anwalt Georges Berthier, einen Bürger mit Ansichten, mit denen sie sich nicht anfreunden kann. Zu ihrem Glück betätigt sich aber ihr Gatte politisch, sodass er in dieser wirren Zeit bald verfolgt und auf diese Weise seine Frau von ihm befreit wird. Leider wird sie aber nun ebenfalls mit auf die Suchliste gesetzt, und diese Sippenhaftung setzt eine Flucht in Gang, die von einem Bett ins andere führt. Immer wieder bleibt Caroline nichts anderes übrig, als sich für die ihr geleistete Hilfe erkenntlich zu zeigen oder sich die Hilfe mit ihren Reizen zu erkaufen. Schließlich landet sie aber dann doch im Gefängnis, wird jedoch von ihrem Erstliebhaber Gaston in ein Etablissement geschafft, das gegen hohe Kosten vor den Häschern Zuflucht bietet. Als schließlich kein Geld mehr da ist, soll sie es bei reichen Kunden verdienen. Solches Ansinnen verweigert sie und schenkt dafür ihre Gunst einem armen Schlucker, der zum Tode geweiht ist. Daraufhin gelingt ihr die Flucht, und Caroline landet erneut in den Armen Gastons, der inzwischen von Napoleon Bonaparte selbst zum Colonel befördert worden ist. Bei ihm findet sie schließlich ihr Lebensglück.

## Kritiken
Das Lexikon des internationalen Films bemerkt lapidar, bei dem Werk handle es sich um eine „bunte Neuverfilmung des Saint-Laurent-Romans, weniger frivol als langatmig.“ Der Evangelische Film-Beobachter hebt zwar die guten Farbaufnahmen hervor, zieht aber folgendes Fazit: „Oberflächlicher und stellenweise geschmackloser Ausstattungsfilm“.